# ليك فورست
ليك فورست (إلينوي) (بالإنجليزية: Lake Forest, Illinois)‏ هي مدينة تقع في الولايات المتحدة في إلينوي. يقدر عدد سكانها بـ 19,375 نسمة .

## التركيبة السكانية
حدّد مكتب تعداد الولايات المتحدة بيانات التركيبة السكانية لليك فورست في تعداد الولايات المتحدة. في ما يلي، التركيبة السكانية حسب تعدادي 2000 و2010.

### تعداد عام 2000
بلغ عدد سكان ليك فورست 20,059 نسمة بحسب تعداد عام 2000، وبلغ عدد الأسر 6,687 أسرة وعدد العائلات 5,331 عائلة مقيمة في المدينة. في حين سجلت الكثافة السكانية 448.5 نسمة لكل كيلومتر مربع (1,161.6/ميل2). وبلغ عدد الوحدات السكنية 7,001 وحدة بمتوسط كثافة قدره 156.6 لكل كيلومتر مربع (405.6/ميل2).
وتوزع التركيب العرقي للمدينة بنسبة 93.80% من البيض و1.35% من الأمريكيين الأفارقة و0.06% من الأمريكيين الأصليين و3.45% من الأمريكيين ذوي الأصول الآسيوية و0.13% من سكان جزر المحيط الهادئ و0.44% من الأعراق الأخرى و0.77% من عرقين مختلطين أو أكثر و1.87% من الهسبانيون أو اللاتينيون من أي عرق.
بلغ عدد الأسر 6,687 أسرة كانت نسبة 39.6% منها لديها أطفال تحت سن الثامنة عشر تعيش معهم، وبلغت نسبة الأزواج القاطنين مع بعضهم البعض 73.6% من أصل المجموع الكلي للأسر، ونسبة 4.7% من الأسر كان لديها معيلات من الإناث دون وجود شريك،  بينما كانت نسبة 1.4% من الأسر لديها معيلون من الذكور دون وجود شريكة وكانت نسبة 20.3% من غير العائلات. تألفت نسبة 18.3% من أصل جميع الأسر من عدة أفراد يعيشون في نفس المنزل ونسبة 9.6% كانت تتألف من شخص يعيش بمفرده يبلغ من العمر 65 عاماً أو أكثر. وبلغ متوسط حجم الأسرة المعيشية 2.78، أما متوسط حجم العائلات فبلغ 3.17.
بلغ العمر الوسطي للسكان 41.0 عاماً. وكانت نسبة 27.5% من القاطنين تحت سن الثامنة عشر، وكانت نسبة 3.3% بين الثامنة عشر والرابعة والعشرين عاماً، ونسبة 19.5% كانت واقعةً في الفئة العمرية ما بين الخامسة والعشرين والرابعة والأربعين عاماً، ونسبة 28.5% كانت ما بين الخامسة والأربعين والرابعة والستين، ونسبة 13.9% كانت ضمن فئة الخامسة والستين عاماً فما فوق. يوجد لكل 100 أنثى 93.4 ذكر، ويوجد لكل 100 أنثى في الثامنة عشر من عمرها فما فوق 89.5 ذكر.
بلغ متوسط دخل الأسرة في المدينة 136,462 دولارًا، أما متوسط دخل العائلة فبلغ 165,512 دولارًا. وكان متوسط دخل الذكور 100,001 دولارًا مقابل 44,083 دولارًا للإناث. وسجل دخل الفرد الخاص بالمدينة 77,092 دولارًا. وكانت نسبة 1.6% من العائلات ونسبة 2.1% من السكان تحت خط الفقر، وكان من هؤلاء نسبة 2.5% تحت سن الثامنة عشر ونسبة 1% في الخامسة والستين من العمر وما فوق.

### تعداد عام 2010
بلغ عدد سكان ليك فورست 19,375 نسمة بحسب تعداد عام 2010، وبلغ عدد الأسر 6,763 أسرة وعدد العائلات 5,247 عائلة مقيمة في المدينة. في حين سجلت الكثافة السكانية 433.3 نسمة لكل كيلومتر مربع (1,122.2/ميل2). وبلغ عدد الوحدات السكنية 7,444 وحدة بمتوسط كثافة قدره 166.5 لكل كيلومتر مربع (431.2/ميل2).
وتوزع التركيب العرقي للمدينة بنسبة 92.11% من البيض و1.10% من الأمريكيين الأفارقة و0.14% من الأمريكيين الأصليين و4.67% من الأمريكيين ذوي الأصول الآسيوية و0.01% من سكان جزر المحيط الهادئ و0.68% من الأعراق الأخرى و1.30% من عرقين مختلطين أو أكثر و2.80% من الهسبانيون أو اللاتينيون من أي عرق.
بلغ عدد الأسر 6,763 أسرة كانت نسبة 35.4% منها لديها أطفال تحت سن الثامنة عشر تعيش معهم، وبلغت نسبة الأزواج القاطنين مع بعضهم البعض 70% من أصل المجموع الكلي للأسر، ونسبة 5.7% من الأسر كان لديها معيلات من الإناث دون وجود شريك،  بينما كانت نسبة 1.9% من الأسر لديها معيلون من الذكور دون وجود شريكة وكانت نسبة 22.4% من غير العائلات. تألفت نسبة 20.2% من أصل جميع الأسر من عدة أفراد يعيشون في نفس المنزل ونسبة 11.6% كانت تتألف من شخص يعيش بمفرده يبلغ من العمر 65 عاماً أو أكثر. وبلغ متوسط حجم الأسرة المعيشية 2.68، أما متوسط حجم العائلات فبلغ 3.11.
بلغ العمر الوسطي للسكان 45.5 عاماً. وكانت نسبة 25.9% من القاطنين تحت سن الثامنة عشر، وكانت نسبة 9.9% بين الثامنة عشر والرابعة والعشرين عاماً، ونسبة 13.3% كانت واقعةً في الفئة العمرية ما بين الخامسة والعشرين والرابعة والأربعين عاماً، ونسبة 33.4% كانت ما بين الخامسة والأربعين والرابعة والستين، ونسبة 17.4% كانت ضمن فئة الخامسة والستين عاماً فما فوق. وتوزع التركيب الجنسي للسكان بنسبة 48.2% ذكور و51.8% إناث.

## أعلام
- كارل باترسون شميت
- ميجان هايت
- ستيفن بروكس
- ويليام هوارد أرنولد
- غوستاف فرانكلين سويفت
- ميكي كوكران
- كاترين ارين
- سام ويلر
- ماسون فيلبس
- روبرت إي. وود